# Mucrencyrtus arundinariae
Mucrencyrtus arundinariae är en stekelart som beskrevs av Sharkov 1996. Mucrencyrtus arundinariae ingår i släktet Mucrencyrtus och familjen sköldlussteklar. Inga underarter finns listade i Catalogue of Life.